# Xá-Muteba
Xá–Muteba è una municipalità dell'Angola appartenente alla provincia di Lunda Nord. Ha 157.044 abitanti (stima del 2006).
Il capoluogo è Xá–Muteba.